# Franciszek Żak
Franciszek Żak (ur. 16 lipca 1889 w Łagiewnikach, zm. 10 lipca 1937 w Kozach) – polski duchowny rzymskokatolicki, kapelan wojskowy. Ochrzcił Jana Pawła II.

## Życiorys
Urodził się 16 lipca 1889 roku w Łagiewnikach. Uczęszczał do gimnazjum w Podgórzu. Maturę zdał w roku 1909. Od 3 września 1909 przebywał w Seminarium Duchownym w Krakowie. W latach 1909–1913 studiował na Wydziale Teologicznym Uniwersytetu Jagiellońskiego. 30 listopada 1912 przyjął święcenia subdiakonatu, następnie diakonatu 2 lutego 1913. Sakrament święceń kapłańskich przyjął 29 czerwca 1913.
Po święceniach pełnił posługę jako wikariusz w Choczni od 26 sierpnia 1913 do 31 grudnia 1915. Następnie został przeniesiony do Jeleśni, gdzie był od 1 stycznia 1916 do 14 sierpnia 1917. 15 sierpnia 1917 został mianowany wikariuszem „ad personam” w Wadowicach, gdzie pełnił także obowiązki kapelana szpitala wojskowego. 21 września 1918 został mianowany kapelanem 57 pułku piechoty ziemi tarnowskiej. Po zakończeniu działań wojennych został mianowany wikariuszem w Wadowicach.
20 czerwca 1920 w wadowickim kościele parafialnym ochrzcił syna Karola i Emilii Wojtyłów, nadając mu imiona Karol Józef.
8 lutego 1921 został kapelanem Inspektoratu Artylerii Wojsk Litwy Środkowej i pełnił funkcję do 16 czerwca 1921. 17 października 1922 został mianowany proboszczem parafii Świętych Apostołów Szymona i Judy w Kozach, gdzie 10 lipca 1937 zmarł.
Na jego nagrobku widnieje napis: „Ten kapłan ochrzcił 20 czerwca 1920 r. w Wadowicach Karola Wojtyłę - Papieża św. Jana Pawła II”.

## Ordery i odznaczenia
- Złoty Krzyż Zasługi (pośmiertnie, 10 marca 1939)[3]
- Medal Pamiątkowy za Wojnę 1918–1921 (1929)[1]